# Justin Best
Justin Best, född 17 augusti 1997 i Kennett Square, är en amerikansk roddare.
Best studerade vid Drexel University och tävlade i rodd för deras universitetslag Drexel Dragons.

## Karriär
Vid junior-VM 2015 i Rio de Janeiro var Best en del av USA:s lag som tog silver i åtta med styrman. Han var sedan en del av USA:s lag som tog guld i åtta med styrman vid U23-VM 2018 i Poznań och silver vid U23-VM 2019 i Sarasota. Vid OS 2021 i Tokyo var Best en del av USA:s lag som slutade på fjärde plats i åtta med styrman.
I september 2023 vid VM i Belgrad tog Best silver tillsammans med Nick Mead, 
Michael Grady och Liam Corrigan i fyra utan styrman. Vid OS 2024 i Paris tog de guld tillsammans i fyra utan styrman.